# Mikhail Nikitich Krechetnikov
Michael Nikitich Kretchetnikov (sinh năm 1729 mất năm 1793), là một chỉ huy quân đội đế quốc Nga và là một tướng bộ binh. Ông là em trai của Piotr Kretchetnikov.
Ông tham gia dẹp yên cuộc nổi dậy ở Ukraine và được nữ hoàng Ekaterina II trao tặng huân chương.